# Famille Denoix de Saint Marc
La famille Denoix de Saint Marc est une famille subsistante d'ancienne bourgeoisie française originaire du Périgord, connue depuis le XVIIIe siècle.

## Histoire
La famille Denoix, originaire de Campsegret, en Périgord, mentionnée à partir de la seconde moitié du XVIIIe siècle, compte deux branches : Denoix-Campsegret et Denoix de Saint Marc.

## Filiation
- Joseph Denoix de Saint Marc (1852- ), avocat. Il épouse en mai 1900 à Gradignan, Madeleine Buhan.
  - Henry Denoix de Saint Marc (1902-1984) épouse Marie du Cheyron du Pavillon (1906-2000).
    - Renaud Denoix de Saint Marc (1938), haut fonctionnaire, vice-président du Conseil d'État et membre du Conseil constitutionnel.
    - Jean Henri Denoix de Saint Marc (1940-1989), victime de l'attentat contre le  vol UTA 772. Il épouse Françoise Guéguen.
      - Guillaume Denoix de Saint Marc (1963), président et porte-parole de l'association « Les Familles de l'Attentat du DC10 d'UTA » et directeur-général et porte-parole de l'« Association française des victimes du terrorisme ».

  - Hélie Denoix de Saint Marc, (1922-2013), résistant, déporté, officier parachutiste de la Légion étrangère, l'un des principaux acteurs du putsch des généraux en 1961.

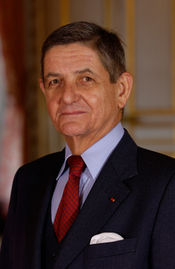
Renaud Denoix de Saint Marc

## Héraldique
La famille Denoix de Saint Marc porte : D'argent, au lion de sable ; au chef d'azur, chargé d'une étoile d'argent entre deux cœurs du même.,

## Alliances
Les principales alliances de la famille Denoix sont : Grenier de Sanxet, (1820 et 1840) Gontier du Soulas et de Biran, (1844) de Ricard, Teisseire, (1900) Buhan, (1931) du Cheyron du Pavillon , Desgrées du Loû, Beccaria, Blanchy, de Poret, Des Roches de Chassay.